# Agnieszka Jankowiak-Maik
Agnieszka Jankowiak-Maik (ur. 18 maja 1984 w Poznaniu) – polska historyczka, dr nauk humanistycznych, edukatorka, autorka bloga „Babka od Histy”, redaktorka serwisów historycznych. Nauczycielka historii oraz wiedzy o społeczeństwie w Publicznej Szkole Podstawowej Cogito w Poznaniu, wcześniej w  III Liceum Ogólnokształcącym w Poznaniu. Wiceprezeska Fundacji Muzeum Historii Kobiet.

## Życiorys
Absolwentka Wydziału Historycznego i studiów doktoranckich Uniwersytetu im. Adama Mickiewicza w Poznaniu, autorka prac naukowych z zakresu najnowszej historii Polski oraz dydaktyki historii. Członkini Komitetu Centralnego Olimpiady Historycznej Juniorów. Współtwórczyni Narady Obywatelskiej o Edukacji.
We współpracy z Iustitia Polska przeprowadziła wraz z Martą Frej, Olimpią Małuszek, Przemysławem Staroniem, Franciszkiem Sterczewskim i Marceliną Rosińską warsztaty „Najlepsza lekcja WOS-u” w czasie Pol`and`Rock Festival 2019. Jako ekspertka Instytutu Strategie 2050, związanego z Polską 2050, jest współautorką programu Edukacja dla Przyszłości.
Jej rodzice są nauczycielami, ojciec to wykładowca na Uniwersytecie im. Adama Mickiewicza w Poznaniu – dr hab. Stanisław Jankowiak.

## Nagrody i wyróżnienia
- dwukrotnie Nagroda Prezydenta Miasta Poznania[6];
- 2017 – Wielkopolski Nauczyciel Roku (wyróżnienie)[13];
- 2020 – Laureatka XIV edycji Nagrody im. Ireny Sendlerowej „Za naprawianie świata”[14];
- 2021 – Medal Wolności Słowa w kategorii „Obywatel” za uczenie młodych ludzi, czym jest postawa obywatelska i prawo do protestu[15];
- 2021 – znalazła się na liście „50 Śmiałych 2021” magazynu „Wysokie Obcasy” za „sprzeciw wobec absurdalnych pomysłów Ministerstwa Edukacji i Nauki”[16];
- 2022 – nominacja do nagrody Archeologiczne Sensacje  (kategoria: Najważniejsza książka 2022 – II miejsce) za książkę Historia, której nie było[17][18].